# Evita Perón
María Eva Duarte de Perón (Los Toldos falu közelében, 1919. május 7. – Buenos Aires, 1952. július 26.) Juan Domingo Perón (1895–1974) argentin elnök második felesége és politikai támogatója. Argentína népe csak Evitaként ismerte, milliók rajongtak érte, halálakor az egész ország gyászba borult. Népszerűségének köszönhető, hogy férje hatalomra került.

## Élete

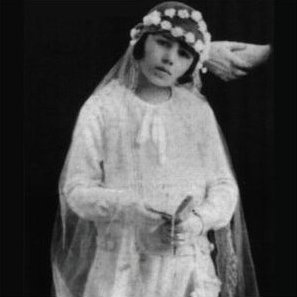
A gyermek Evita

### Gyermekkora, színésznői pályakezdése
1919. május 7-én Argentínában született a családos földbirtokos, Juan Duarte (1858–1926) és háztartási alkalmazottja, a baszk Juana Ibarguren (1894–1971) ötödik – házasságon kívüli – gyermekeként. (Törvénytelen gyermekként nem viselhette apja családi nevét, születési neve María Eva Ibarguren volt. Csak röviddel Juan Perónnal való házasságkötése előtt, Perón alelnöksége idején változtatta meg a nevét, felvette apja családi nevét és felcserélte keresztneveinek sorrendjét.) Juan Duarte korai halálát követően annak felesége viharos jelenetek közepette minden erővel távol akarta tartani a törvénytelen gyerekeket a temetéstől, továbbá eltüntetni a környékről is. Ezen gyermekkori, mély nyomot hagyó emlékekkel magyarázzák, hogy Eva egész életében erős gyűlöletet érzett a felső- és középosztály, az arisztokrácia iránt, hogy mindig szimpatizált a forradalmi eszmékkel, és jelentős jótékonysági tevékenységet folytatott. Apja halála után a család egy másik városba, Junín-ba költözött, ahol az anyja fogadót nyitott. 14 évesen egy iskolai előadáson figyeltek fel rá, ekkor eldöntötte már, hogy színésznő lesz. Egy évre rá, 1934-ben az ismert énekes, zenész és tangó-komponista Augustín Magaldival (1898–1938) Buenos Airesba ment, hogy megkezdje karrierjét. Marysa Navarro és Nicolas Fraser szerint azonban nem valószínű, hogy Magaldival hagyta ott a családját, mivel egyetlen forrás sem bizonyítja, hogy Magaldi fellépett volna Los Toldosban 1934-ben, és Magaldi egyébként vidéki turnéira rendszerint feleségével utazott. Az említett két életrajzíró szerint María Eva Ibarguren az anyjával ment a fővárosba egy rádiós meghallgatásra, majd tartós ottani tartózkodását is az anya rendezte el egy ismerős családnál. 1937-ben kapott egy kisebb filmszerepet; ugyanezen évben alapította a későbbi elnök Juan Domingo Perón ezredes politikai csoportosulását (pártját) a Grupo de Oficiales Unidost, zászlójukon a Gobierno, Orden, Unidad jelszavával (kormány, rend és egység).

### Házassága, politikai pályafutása
Eva 1944. január 22-én találkozott először az 1938 óta özvegy Juan Perón ezredessel, egy jótékonysági koncerten, amikor Perón hadügyminiszter és alelnök lett a Ramírez elnököt puccsal megbuktató Farell elnök alatt. Perón ekkoriban talált támogatókra a munkásszakszervezetekben, akiket minden erejével támogatott. 8 órás munkaidőt, pihenőnapot és nyugdíjat vezetett be az elnök engedélyével. Evita és Perón gyakorlatilag már 1944 februárjától együtt éltek, az asszony mindenhová elkísérte az alelnököt, támogatta mind a politikában, mind a magánéletben. 1945 októberében a peronisták felgyújtották a Crítica című újság szerkesztőségi épületét, emiatt Perónnak vissza kellett adnia hivatalait, sőt, október 12-én le is tartóztatták. Eva összegyűjtötte szerte az országban Perón támogatóit, és tüntetésre hívta őket, amelyre végül október 17-én (1946 és 1954 között Argentína nemzeti ünnepe) két-háromszázezer ember ment el, hogy támogatójuk szabadon bocsátását követeljék. Céljukat elérték, Perónt kiengedték, majd néhány nappal később, 1945. október 22-én a pár titokban házasságot kötött. A feleség a következő hónapokban komoly szerepet vállalt férje választási kampányában. Perón pártja az 1946. február 26-i választásokon abszolút többséget szerzett, az ezredes június 4-én Argentína elnöke lett.
Evita Perón first ladyként aktívan politizált, nagy népszerűségre tett szert. 1947-ben férje oldalán két hónapos külföldi úton vett részt, melynek során hivatalos látogatásokat tettek számos európai és néhány dél-amerikai országban. Ez az utazás a szivárvány-túra, mely elnevezését Eva Perón egy, az utazás során mondott beszédéből kapta, mely szerint nem tengely, hanem szivárvány szerepét kívánja betölteni két ország között. 1949-ben megalapította az argentin nők peronista pártját, harcot folytatott a nők választójogáért. 1951-ben alelnök lett. Számos argentin és külföldi kitüntetés birtokosa. Az általa létrehozott és róla elnevezett jótékonysági alapítvány 1946 és 1955 között működött.

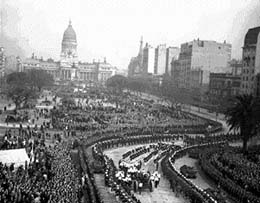
Evita temetése

### Halála, maradványainak viszontagságos sorsa
1951 júniusában – többszöri rosszullétek után – méhnyakrákot diagnosztizált nála. Ekkor még műthető lett volna, ő azonban nem akart eltűnni a nyilvánosság elől. Míg kórházban volt, antiperonista csoportok „Éljen a rák!” feliratokat festettek az épületekre. 1952 májusában még megjelent a közvélemény előtt a Casa Rosada erkélyén (33 kilóval könnyebben), majd július 26-án meghalt. Az ország népe gyászba borult, testét bebalzsamozták és üvegkoporsóba tették. A koporsót egy bazilika termében helyezték el, ahová három héten keresztül zarándokoltak el a gyászolók, majd a CGT, a peronista szakszervezeti szövetség székházában kapott helyet. Perón 1955-ös bukása után a puccsisták parancsára egy katonai osztag előbb ellopta a koporsót, ezt követően évekig kalandos módon Buenos Aires különböző pontjain rejtegették, majd 1957-ben titokban Milánóban temették el, ahonnan az argentin kormány – szintén titokban – 1971-ben exhumáltatta és Spanyolországba vitette. Az 1973-ban újra elnökké lett Perón harmadik felesége, miután 1974-ben alelnökből férje halála révén elnök lett, engedélyt adott rá, hogy a koporsót és a holttestet visszaszállítsák, és végleg Argentínában maradjon. Ideiglenesen az elnöki rezidencia telkén helyezték el, amíg a Perón elnök és Evita maradványainak elhelyezésére tervezett gigantikus mauzóleum, A Haza Oltára elkészül, de ez az 1976-os katonai hatalomátvétel miatt már nem épült fel. A koporsót átadták a Duarte családnak; Buenos Airesben, a recoletai temetőben emelt kriptában temették el, ma is itt nyugszik.

## Evita napjainkban
"Visszajövök és millióké leszek" – mondta halála előtt Evita Perón. Ötven évvel később jóslata beteljesedett. Mítosza élőbb, mint valaha: filmek, musicalek, könyvek születtek alakjáról, és ma is felbukkannak ékszerei a különböző árveréseken.

## Néhány érdekes adat
- Evita előtt még soha nem volt női politikus Argentínában.
- Perón elnök harmadik felesége, az Evitához hasonlóan a színpadról az elnöki palotába került Isabel Perón (valódi neve María Estela Martínez de Perón) szintén férjének alelnöke, majd halála után elnökként utóda lett.